# Arado Ar 80
Arado Ar 80 là một loại máy bay tiêm kích của Đức quốc xã, do Arado Flugzeugwerke thiết kế.

## Tính năng kỹ chiến thuật (Ar 80 V2 (động cơ Jumo))
Dữ liệu lấy từ Warplanes of the Third Reich
Đặc tính tổng quan
- Kíp lái: 1
- Chiều dài: 10,30 m (33 ft 10 in)
- Sải cánh: 10,89 m (35 ft 9 in)
- Chiều cao: 2,65 m (8 ft 8 in)
- Diện tích cánh: 21,0 m2 (226 foot vuông)
- Trọng lượng rỗng: 1.642 kg (3.620 lb)
- Trọng lượng có tải: 2.125 kg (4.684 lb)
- Động cơ: 1 × Junkers Jumo 210C , 480 kW (640 hp)   trên độ cao 2.700 m (8.858 ft)

hoặc
1 x Rolls-Royce Kestrel VI, 391,5 kW (525 hp)
1 x Rolls-Royce Kestrel V, 518 kW (695 hp) khi cất cánh và 477 kW (640 hp) trên cao 4.267 m (13.999 ft)
Hiệu suất bay
- Vận tốc cực đại: 415 km/h; 224 kn (258 mph) trên độ cao 2.700 m (8.850 ft)
- Tầm bay: 800 km; 432 nmi (497 mi)
- Vận tốc lên cao: 9,5 m/s (1.870 ft/min)

Vũ khí trang bị

- Súng: 2× 7,92mm Súng máy MG 17